# Annectocyma australis
Annectocyma australis är en mossdjursart som först beskrevs av Busk 1852.  Annectocyma australis ingår i släktet Annectocyma och familjen Annectocymidae. Inga underarter finns listade i Catalogue of Life.